# Targa

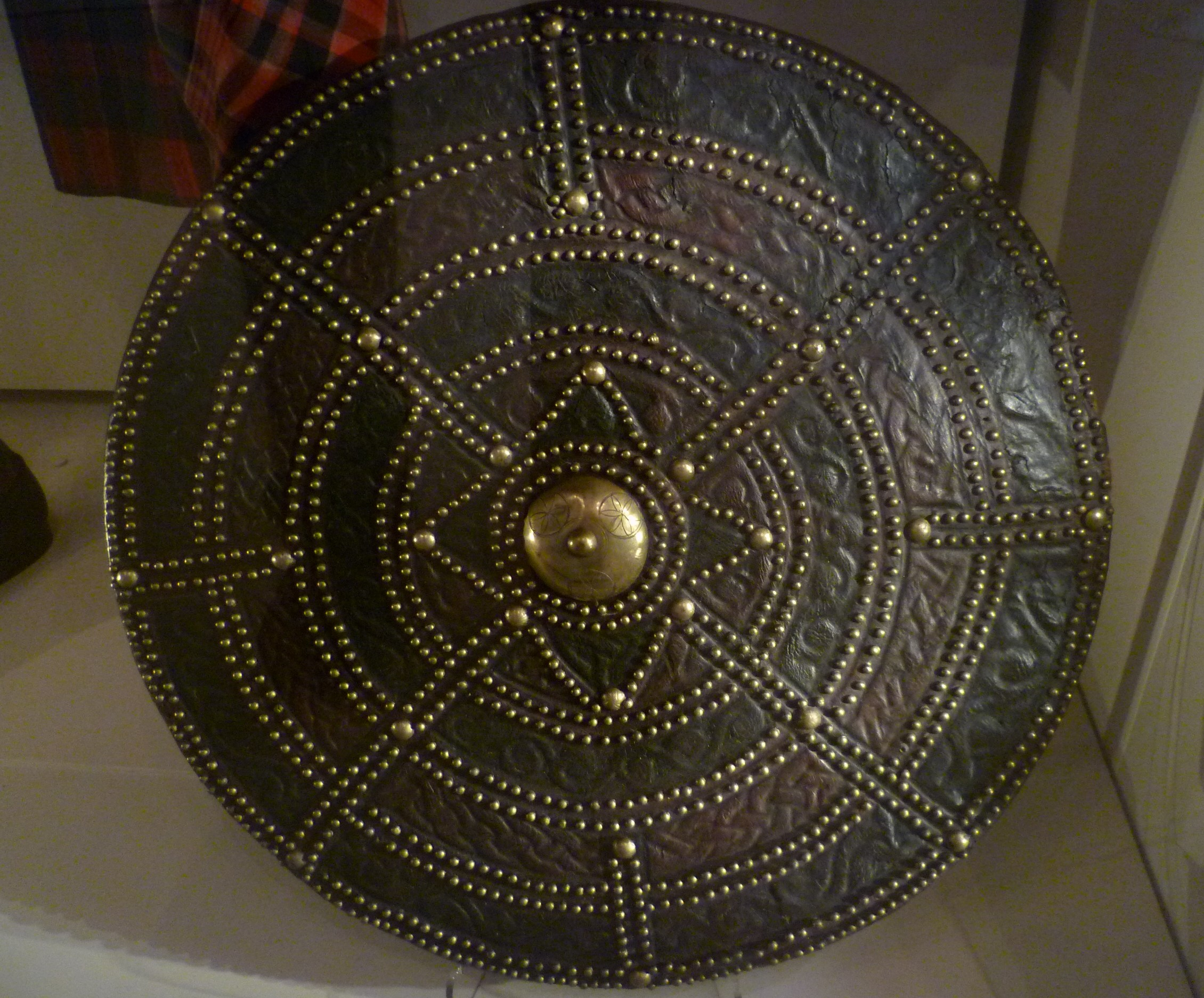
Una targa o tarja dels Highlands exhibida en el Museu Nacional d'Escòcia

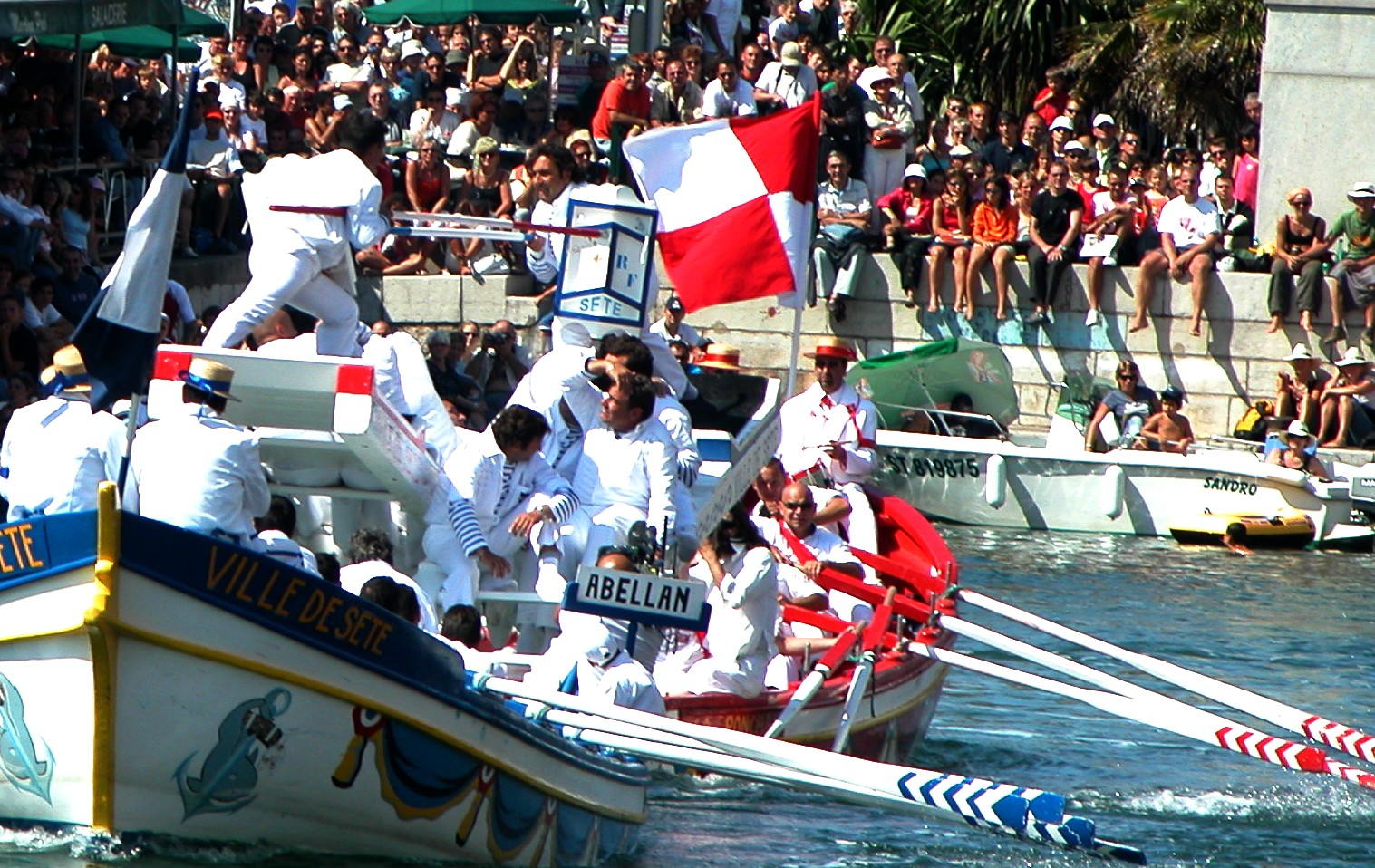
Targa llenguadociana

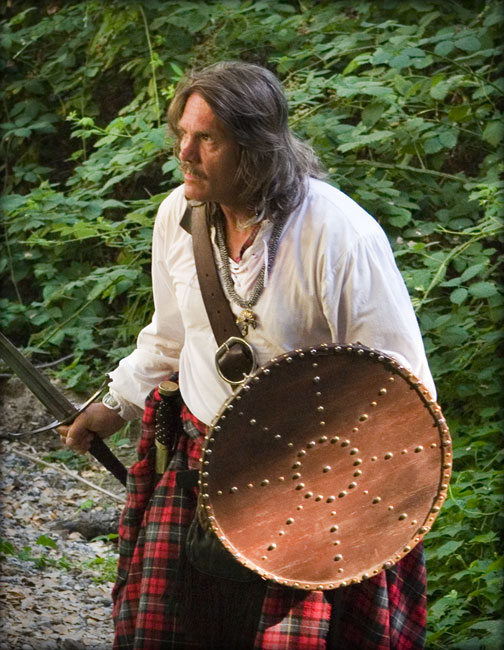
Guerrer escocès armat amb targa (reconstrucció)

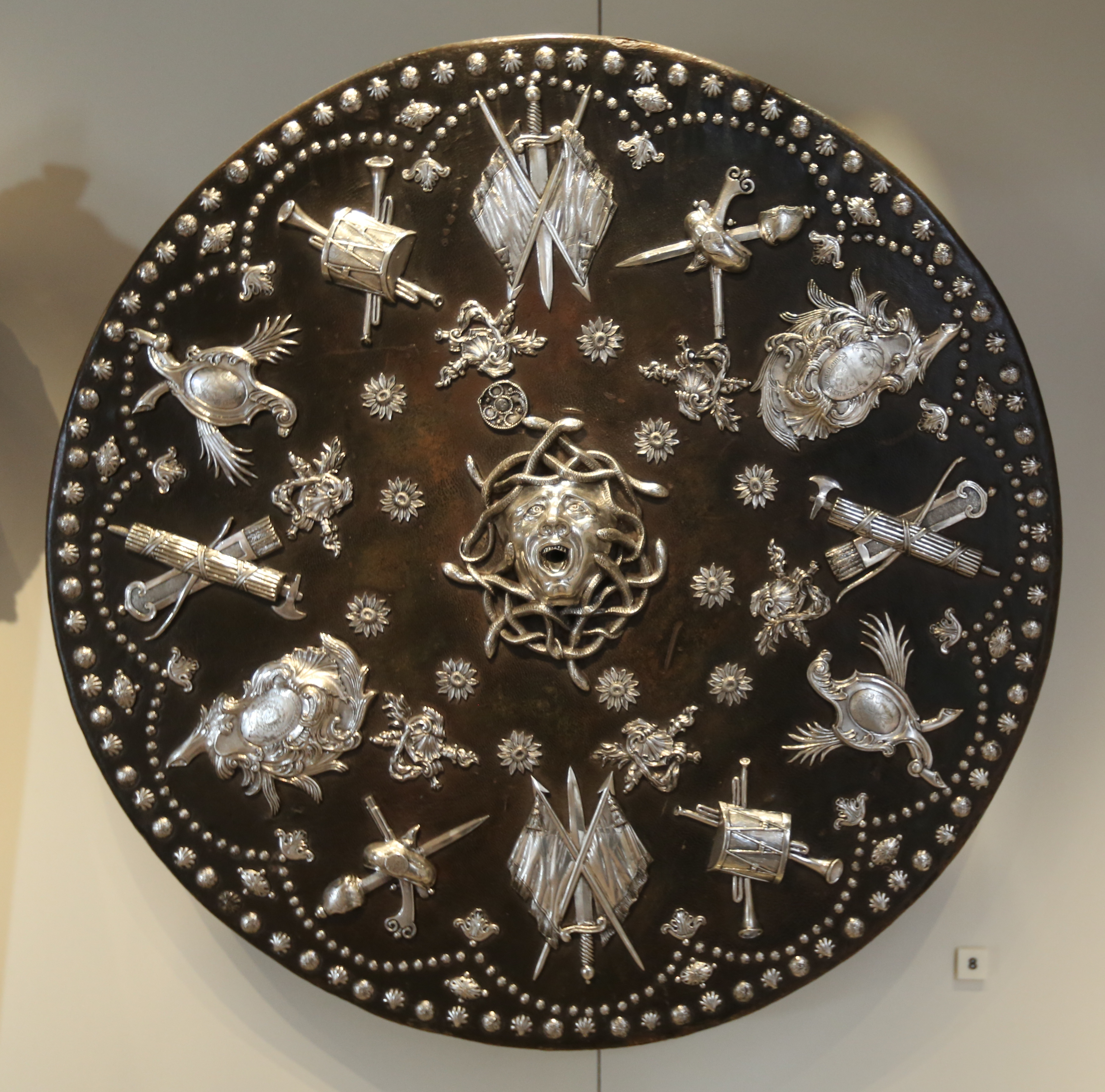
La targa del pretendent al tron anglès i escocès, Charles Edward Stuart.

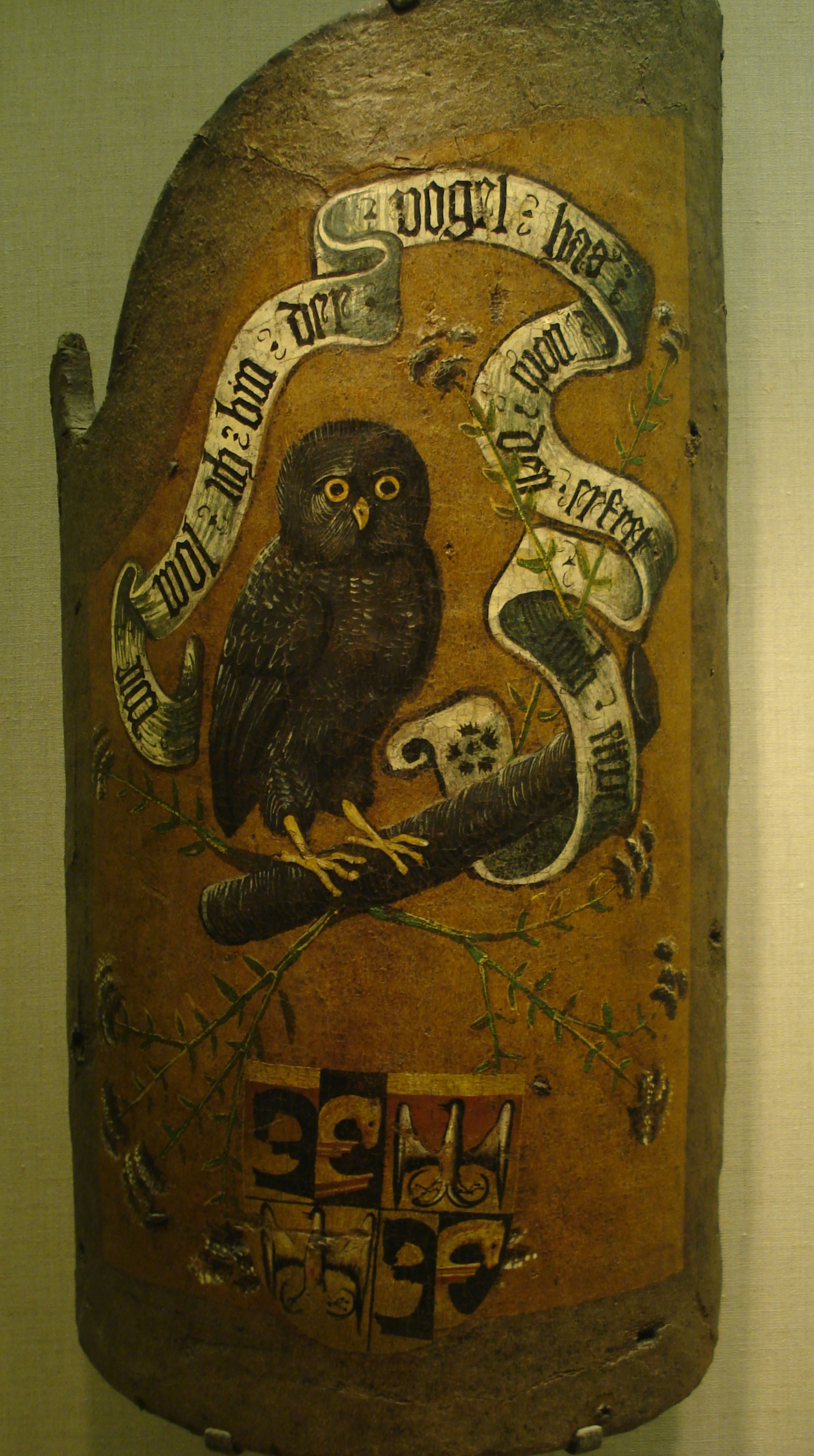
Targa de fusta d'estil hongarès. Tirol, vers el 1500, amb els escuts heràldics que fan palès l'enllaç de les famílies Tänzl von Tratzberg i von Rindscheit. La inscripció és un apariat: Wie wol ich bin der vogel hass, // noch den (=dennoch) erfret mich das ‘Encara que sóc [l'objecte de] l'odi dels ocells / tanmateix, me n'alegro’.

Targa (del fràncic occidental antic *targa "escut", protogermànic *tarɣōⁿ"vora") o tarja (doblet del mateix mot, però entrat per via del francès medieval) és el nom donat a un tipus d'escut medieval, de mides i formes variables, depenent de l'època. Hi ha targes de forma rodona, oblonga i rectangular. La tarja servia per resguardar el braç del combatent, encara que, depenent de l'època i del lloc, hi ha targes que podien cobrir-li tot el cos. El mot és atestat per primera vegada en anglosaxó vers el 997. El seu diminutiu normando-anglès, targette, dona target [ˈtʰɑːɡɪtʰ] en anglès modern, mot que hi adquireix, a partir del segle xviii, el significat d'‘objectiu, diana’.
El terme es refereix, per tant, a diversos tipus d'escuts utilitzats com a arma defensiva des del segle xiii i fins als segles XVI-XVIII (depenent de l'indret).
Aquest tipus d'escut sembla haver-se creat a la Península Ibèrica. Més específicament, una tarja era un escut còncau equipat amb xarpes a l'interior, una de regulable mitjançant una sivella, que s'ajuntava a l'avantbraç, i l'altre de fix com un agafador per a la mà esquerra. Aquests escuts eren majoritàriament fets de ferro o de fusta amb ferro placat. D'ençà del segle xv, el terme també es degué referir als escuts especials que s'utilitzaven per a les justes. Un bon nombre de targes foren creades íntegrament per a l'espectacle.
De la primeria del segle XVII fins a la batalla de Culloden el 1746, el principal mitjà de defensa en la batalla de les Terres Altes d'Escòcia va ser la tarja o targa. Després de la desastrosa derrota dels jacobites a Culloden, portar tarja fou prohibit, i moltes d'elles van ser destruïdes, o destinades a altres usos. Les que han arribat fins a l'actualitat tenen els patrons intricats, i són decorades, la qual cosa indica que, en el seu origen, varen pertànyer a personatges importants.
També es designen amb el terme targa els escuts de les justes nàutiques d'Occitània.